# Bułgaria północna

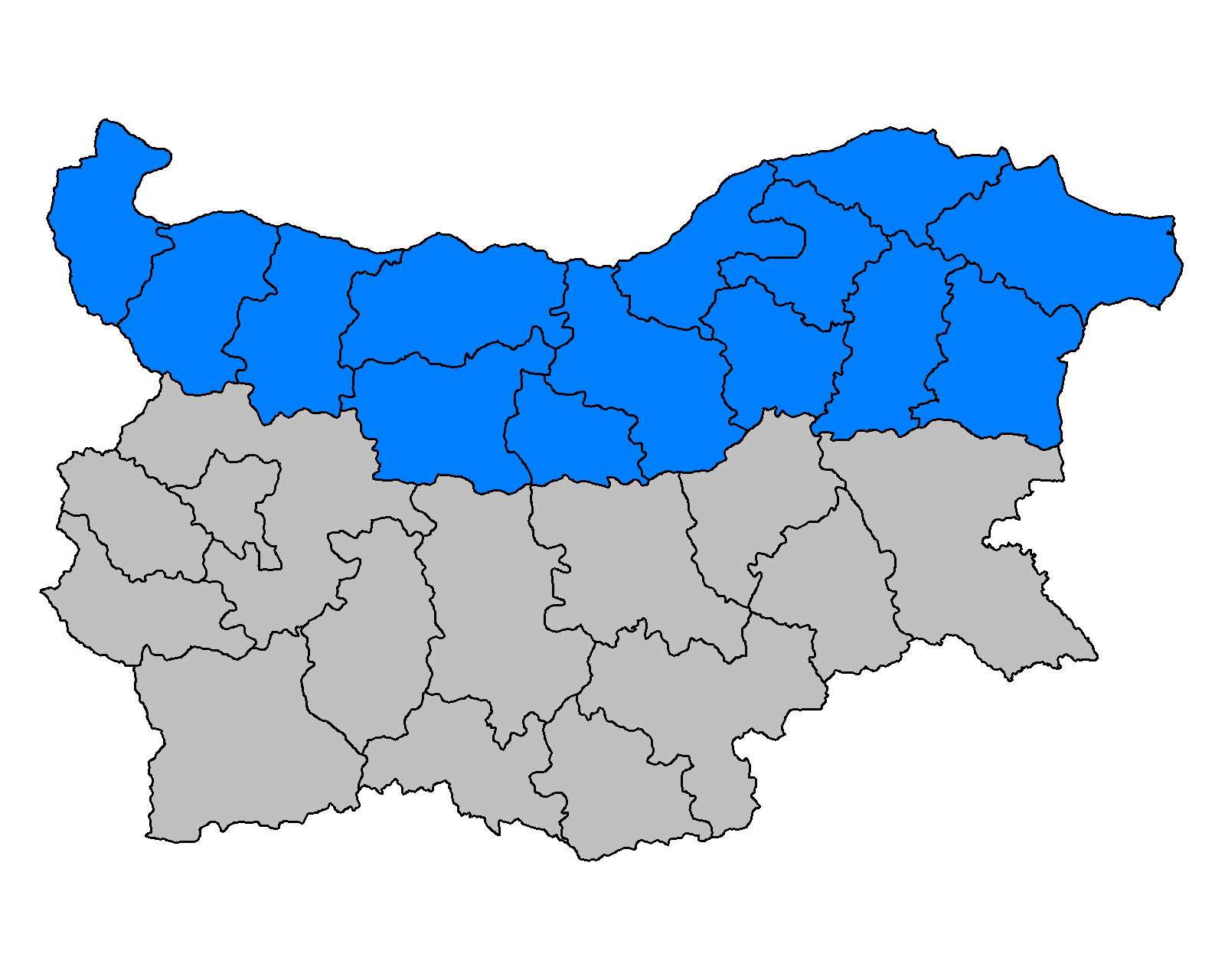
Obszar Bułgarii północnej

Bułgaria północna to część terytorium Bułgarii, znajdująca się na północ od gór Starej Płaniny. Ten obszar geograficzny posiada wiele nizin oraz pagórkowate tereny. Tutaj koncentruje się 36% populacji Bułgarii.
W Bułgarii północnej znajdują się obwody:
- Dobricz
- Gabrowo
- Chaskowo
- Łowecz
- Montana
- Plewen
- Razgrad
- Pernik
- Ruse
- Silistra
- Szumen
- Tyrgowiszte
- Warna
- Widyń
- Wielkie Tyrnowo

Liczba ludności w 2011 roku to 2 674 347 a gęstość 55,15 ludzi/km².